# Volksbegehren „Abberufung des Landtags“
Das Volksbegehren „Abberufung des Landtags“ war ein Volksbegehren, das im Oktober 2021 im Freistaat Bayern stattfand und deutlich scheiterte. Es zielte darauf ab, den Bayerischen Landtag abzuberufen und so vorgezogene Neuwahlen zu erzwingen. Es wurde aus den Reihen der sogenannten Querdenker-Bewegung gegen die deutsche Corona-Politik initiiert und von der bayrischen AfD und Basisdemokratischen Partei Deutschland unterstützt.

## Verfahren

### Voraussetzungen
Das Volksbegehren „Abberufung des Landtags“ basierte auf Art. 18 Abs. 3 der Bayerischen Verfassung in Verbindung mit Art. 83 ff. des Bayerischen Landeswahlgesetzes (LWG):

„Er kann auf Antrag von einer Million wahlberechtigter Staatsbürger durch Volksentscheid abberufen werden.“

„Auf Antrag von einer Million Stimmberechtigter ist ein Volksentscheid über die Abberufung des Landtags herbeizuführen.“

Hätten mehr als eine Million Wahlberechtigte die Abberufung unterstützt, so hätte nicht automatisch ein Volksentscheid stattgefunden, da zunächst der Landtag die Möglichkeit gehabt hätte, sich selbst aufzulösen. Andernfalls wäre in einem Volksentscheid, bei dem eine einfache Mehrheit ausreichend gewesen wäre, über die Abberufung des Landtages durch die Wähler entschieden worden. Dann hätte im Erfolgsfall spätestens nach sechs Wochen der Landtag neu gewählt werden müssen.

### Initiatoren und Unterstützer
Auf den Weg gebracht wurde das Volksbegehren vom Bündnis Landtag abberufen, dessen Mitglieder der sogenannten Querdenker-Bewegung gegen die Corona-Politik in Deutschland nahestehen. Einer der Initiatoren wird vom Bayerischen Landesamt für Verfassungsschutz dem Sammelbeobachtungsobjekt „Sicherheitsgefährdende demokratiefeindliche Bestrebungen“ zugerechnet. Das Volksbegehren wurde von der bayrischen AfD und der Die Basis unterstützt.

### Antrag und Durchführung
Rund 29.000 Bürger unterschrieben den Antrag auf Zulassung des Volksbegehrens, womit die erforderliche Anzahl von 25.000 Unterschriften erreicht wurde. Das Bayerische Innenministerium gab dem Zulassungsantrag vom 24. Juni 2021 deshalb am 30. Juli 2021 statt. Laut dem Ministerium war es das erste Volksbegehren dieser Art in Bayern. Die Eintragung als Unterstützer war von 14. Oktober bis einschließlich 27. Oktober 2021 möglich.

### Ergebnis
Laut Landeswahlleiter unterstützen laut vorläufigem Ergebnis nur 204.135 und damit 2,15 Prozent der Stimmberechtigten das Volksbegehren. Die für die Herbeiführung des Volksentscheids über die Abberufung des Landtags erforderliche Zahl von einer Million Stimmen wurde somit deutlich verfehlt. Es war damit unter den bisherigen 22 Volksbegehren das mit der niedrigsten Zustimmungsquote überhaupt.